# Miguel Hidalgo 2.ª Sección (La Guaira)
Miguel Hidalgo 2.ª Sección (La Guaira) es una localidad del municipio de Centro ubicado en la subregión centro del estado mexicano de Tabasco.

## Geografía
La localidad de Miguel Hidalgo 2.ª Sección (La Guaira) se sitúa en las coordenadas geográficas 17°56′58″N 92°59′54″O / 17.949444, -92.998333, a una elevación de 8 metros sobre el nivel del mar.

## Demografía
Según el Censo de Población y Vivienda 2020, efectuado por el Instituto Nacional de Estadística y Geografía, la localidad de Miguel Hidalgo 2.ª Sección (La Guaira) tiene 613 habitantes, de los cuales 323 son del sexo masculino y 290 del sexo femenino. Su tasa de fecundidad es de 2.61 hijos por mujer y tiene 162 viviendas particulares habitadas.
| Gráfica de evolución demográfica de Miguel Hidalgo 2.ª Sección (La Guaira) entre 1970 y 2020 |
|                                                                                              |
| INEGI.                                                                                       |